# 14961 d'Auteroche
14961 d'Auteroche (1996 LV3) là một tiểu hành tinh vành đai chính được phát hiện ngày 8 tháng 6 năm 1996 bởi E. W. Elst ở Đài thiên văn Nam Âu.